# Awa, Tokushima
Awa (阿波市 Awa-shi) là một thành phố thuộc tỉnh Tokushima, Nhật Bản.